# میدان دربار

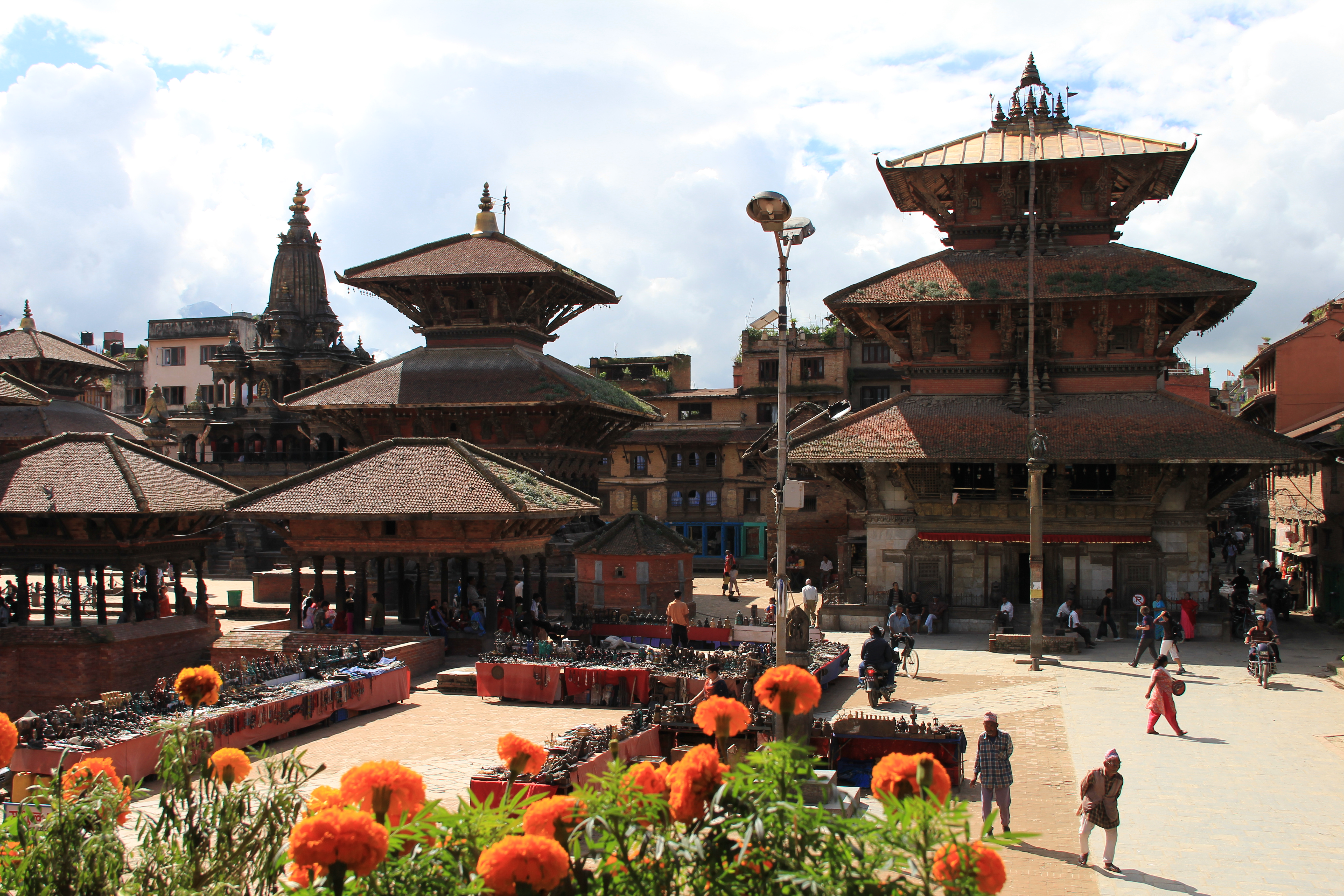
میدان دربار پاتان، در سال ۲۰۱۰ میلادی.

میدان دَربار نامی است عمومی که در نپال به میدان‌گاه های مقابل کاخ‌های سلطنتی قدیمی این کشور داده می‌شود. این نام از زبان فارسی وارد زبان‌های نپال شده‌است.
در نپال در میدان‌های دربار نیایش‌گاه ها، بت‌ها، محکمه‌های روباز، فواره‌ها و دیگر اماکن عمومی وجود دارند. پیش از یکپارچگی نپال در این کشور پادشاهی‌های کوچکی وجود داشت و میدان‌های دربار برجسته‌ترین بازمانده‌های مراکز آن پادشاهی‌های قدیم در نپال هستند.
معروف‌ترین آن‌ها سه میدان دربار در دره کاتماندو است که به سه پادشاهی نِوار تعلق دارد که پیش از یکپارچگی کشور در این دره حکمرانی می‌کردند. این سه میدان عبارتند از: میدان دربار کاتماندو، میدان دربار پاتان و میدان دربار بهاکتاپور. هر سه این میدان‌ها در فهرست میراث جهانی یونسکو قرار دارند. این آثار تاریخی در زمین‌لرزه ۲۰۱۵ نپال آسیب فراوانی دیدند، اما بیشتر سازه‌های آن‌ها هم‌چنان پابرجاست.

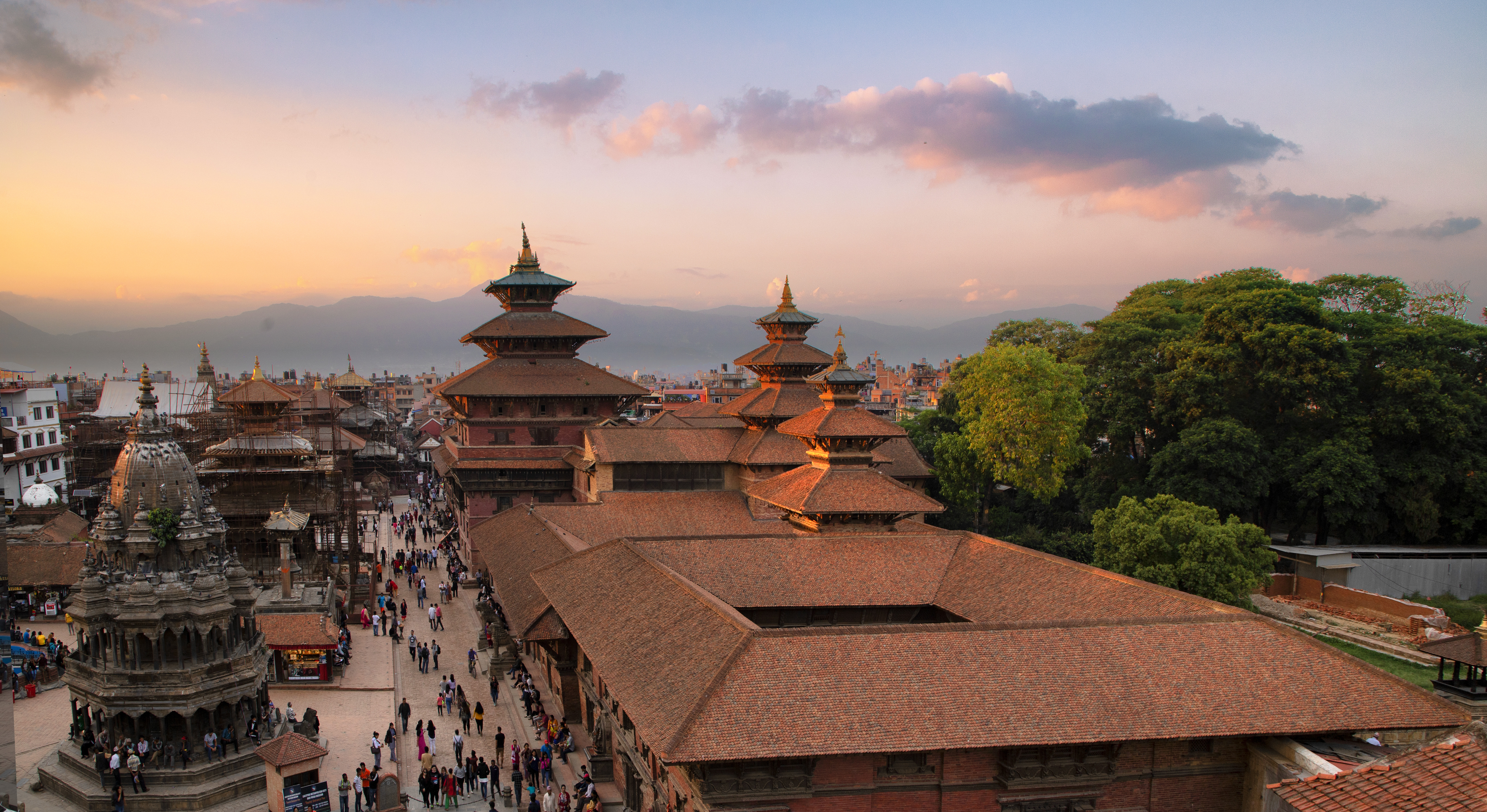
میدان دربار پاتان
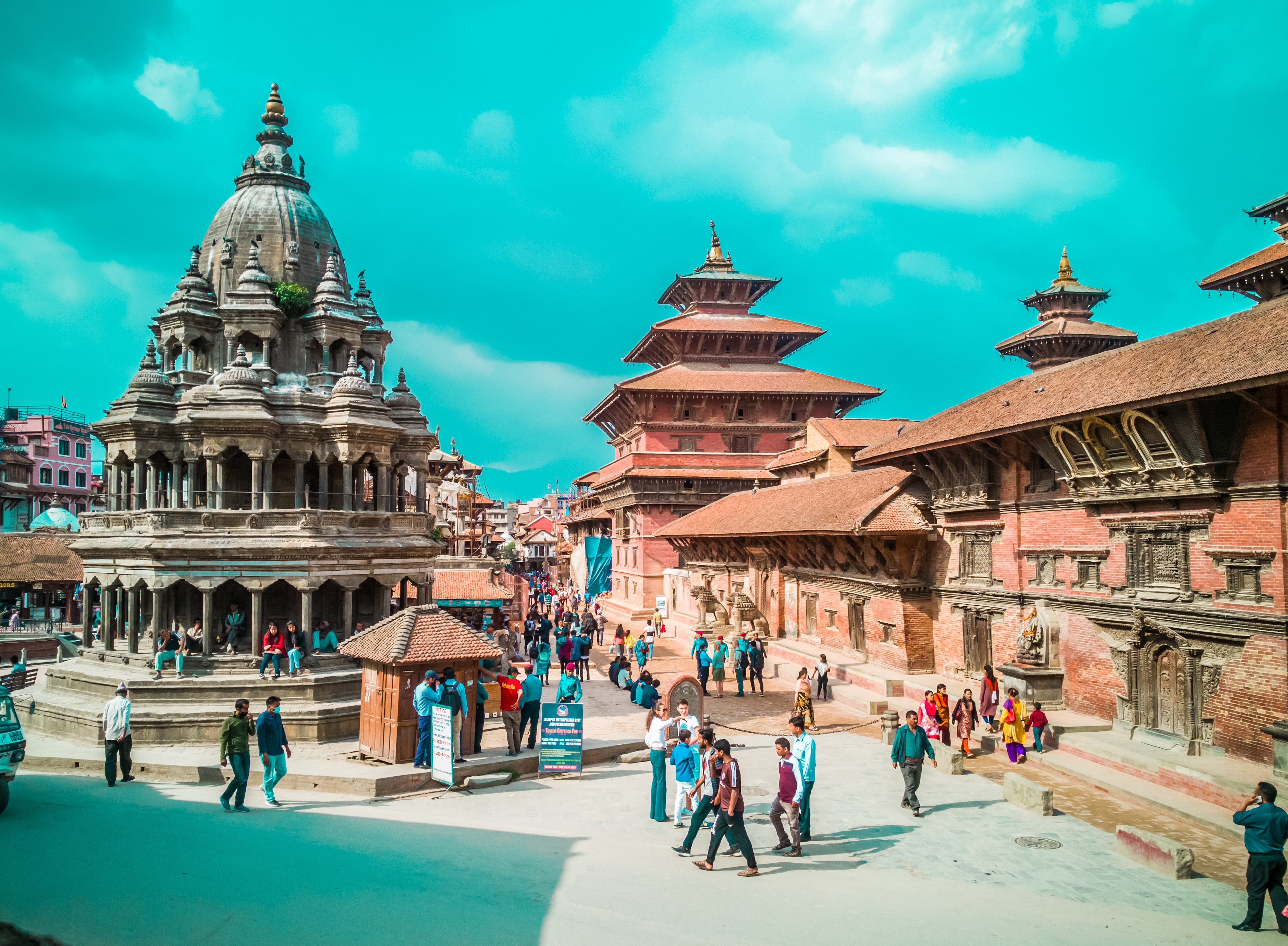
میدان دربار پاتان
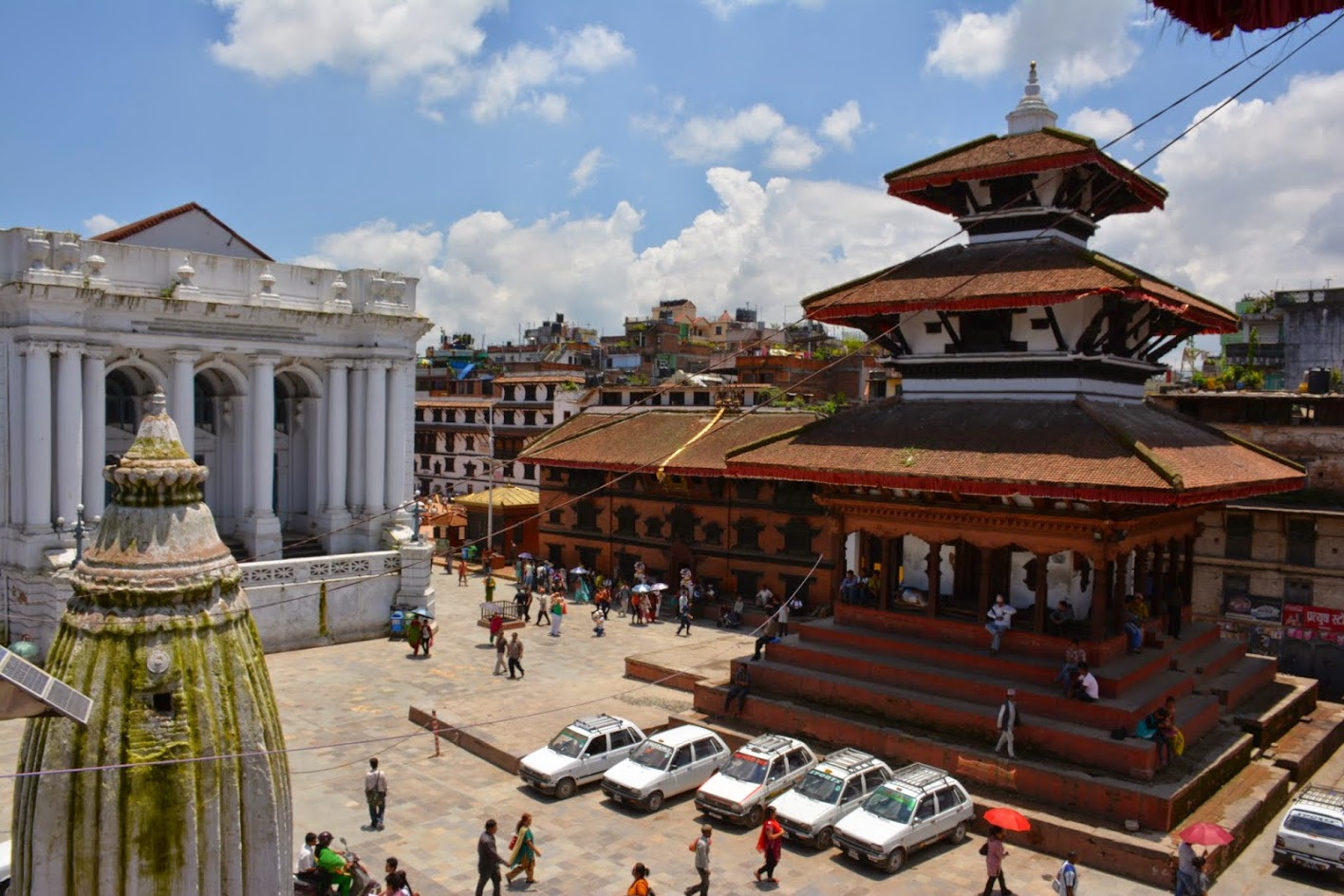
میدان دربار کاتماندو